# 青木宏道
青木 宏道（あおき ひろみち）は、日本の経産官僚。通商産業大臣官房審議官、中小企業庁次長、商務流通審議官等を経て、鉄鋼環境基金理事長、日本商事仲裁協会理事長、素形材センター会長などを歴任した。

## 人物・経歴
東京都出身。1974年一橋大学経済学部卒業、通商産業省入省。在サン・フランシスコ日本国総領事館領事を経て、1992年通商産業大臣官房参事官（労務担当）。1993年通商産業省産業政策局調査課長。1995年通商産業省貿易局貿易保険課長。1997年通商産業省貿易局総務課長。1998年中小企業庁長官官房総務課長。2000年通商産業大臣官房審議官（消費者行政担当）。
2001年経済産業省商務情報政策局消費経済部長。2002年中小企業庁次長。2003年経済産業省大臣官房商務流通審議官。2004年中小企業金融公庫理事。2007年新日本製鐵執行役員。2009年新日本製鐵常務執行役員環境管掌。2012年鉄鋼環境基金理事長、新日鐵住金常務執行役員環境管掌。2015年日本商事仲裁協会理事長。2020年素形材センター会長。2021年瑞宝中綬章受章。